# 怖い絵本
『怖い絵本』（こわいえほん）は、NHK Eテレで放送された、朗読・アニメ・ドラマが一体となった番組。
放送日はそれぞれ以下の通り
- season1 2020年11月1日
- season2 2021年3月26日
- season3 2021年8月18日
- season4 2022年1月7日
- season5 2022年3月28日
- season6 2022年8月22日
- 冬のトークスペシャル 2023年12月30日
- season7 2024年8月28日
- season8 2025年3月1日

## 概要
第一線で活躍する人気作家と実力派の画家がタッグを組み身近に潜む恐ろしい話や不思議な話をテーマにした絵本の映像化。話題の若手俳優やアーティストが参加し、朗読とアニメとドラマが一体となった番組。

## season1
「いるのいないの」「おろしてください」「かがみのなか」を映像化。演出は宇野丈良（ディレクションズ）。2020年11月1日放送。

### 「いるのいないの」
- 作 - 京極夏彦
- 絵 - 町田尚子
- 編 - 東雅夫
- 出版社 - 岩崎書店

出演と朗読
- のん

### 「おろしてください」
- 著 - 有栖川有栖
- 絵 - 市川友章
- 編 - 東雅夫
- 出版社 - 岩崎書店

出演と朗読
- コムアイ（水曜日のカンパネラ・ボーカル）

### 「かがみのなか」
- 作 - 恩田陸
- 絵 - 樋口佳絵
- 編 - 東雅夫
- 出版社 - 岩崎書店

出演と朗読
- 趣里

## season2
「悪い本」「はこ」「ことりぞ」を映像化。演出は安村栄美。2021年3月26日放送。

### 「悪い本」
- 作 - 宮部みゆき
- 絵 - 吉田尚令
- 編 - 東雅夫
- 出版社 - 岩崎書店

出演と朗読
- 桜田ひより

### 「はこ」
- 著 - 小野不由美
- 絵 - nakaban
- 編 - 東雅夫
- 出版社 - 岩崎書店

出演と朗読
- 中島セナ

### 「ことりぞ」
- 作 - 京極夏彦
- 絵 - 山科理絵
- 編 - 東雅夫
- 出版社 - 岩崎書店

出演と朗読
- 松本穂香

## season3
「くうきにんげん」「とうふこぞう」「ざしきわらし」を映像化。演出は安村栄美。2021年8月18日放送。

### 「くうきにんげん」
- 作 - 綾辻行人
- 絵 - 牧野千穂
- 編 - 東雅夫
- 出版社 - 岩崎書店

出演と朗読
- 三吉彩花

### 「とうふこぞう」
- 著 - 京極夏彦
- 絵 - 石黒亜矢子
- 編 - 東雅夫
- 出版社 - 岩崎書店

出演と朗読
- 鈴木福

### 「ざしきわらし」
- 原作 - 柳田国男
- 作 - 京極夏彦
- 絵 - 町田尚子
- 出版社 - 汐文社

出演と朗読
- 上白石萌歌

## season4
「雪ふる夜の奇妙な話」「おいで おいで…」「かっぱ」を映像化。演出は安村栄美。2022年1月7日放送。

### 「雪ふる夜の奇妙な話」
- 作 - 大野隆介
- 出版社 - ロクリン社

出演と朗読
- 芳根京子

### 「おいで おいで…」
- 作 - 中村まさみ
- 絵 - 松本ジョゴ
- 出版社 - 金の星社

出演と朗読
- 飯豊まりえ

### 「かっぱ」
- 原作 - 柳田国男
- 文 - 京極夏彦
- 絵 - 北原明日香
- 出版社 - 汐文社

出演と朗読
- 板垣李光人

## season5
「しびと」「こっそり　どこかに」「夜の神社の森のなか」を映像化。演出は浅井一仁。2022年3月28日放送。

### 「しびと」
- 原作 - 柳田国男
- 文 - 京極夏彦
- 絵 - 阿部海太
- 出版社 - 汐文社

出演と朗読
- 石井杏奈
  - 母 - 峯村リエ
  - 祖母 - 山崎スミ子

### 「こっそり　どこかに」
- 作 - 軽部武宏
- 出版社 - ロクリン社

出演と朗読
- 蒔田彩珠

### 「夜の神社の森のなか」
- 作 - 大野隆介
- 出版社 - ロクリン社

出演と朗読
- 矢本悠馬
  - 老人 - 村松卓矢

## season6
「きつね、きつね、きつねがとおる」「かえりみち」「おともだち　できた？」を映像化。2022年8月22日放送。

### 「きつね、きつね、きつねがとおる」
- 作 - 伊藤遊
- 絵 - 岡本順
- 出版社 - ポプラ社

出演と朗読
- 北香那、吉増裕士

### 「かえりみち」
- 作 - 森洋子
- 出版社 - トランスビュー

出演と朗読
- 石橋静河

### 「おともだち　できた？」
- 作 - 恩田陸
- 絵 - 石井聖岳
- 出版社 - 講談社

出演と朗読
- 豊嶋花、西畑澪花、中村優子

## 冬のトークスペシャル
season表記ではなく、『怖い絵本 冬のトークスペシャル』として、season1 第1作「いるのいないの」に出演した俳優 のんと、今までに6作品が番組で取り上げられた作家 京極夏彦の対談パートの後に、新作として「おばけにょうぼう」が映像化された。2023年12月30日放送。

### 「おばけにょうぼう」
- 文 - 内田麟太郎
- 絵 - 町田尚子
- 出版社 - イースト・プレス

出演と朗読
- 見上愛

## season7
「あずきとぎ」「こっちをみてる。」「かくれんぼねこ」を映像化。2024年8月28日放送。演出は遠竹真寛、本多アシタ。

### 「あずきとぎ」
- 文 - 京極夏彦
- 絵 - 町田尚子
- 出版社 - 岩崎書店

出演と朗読
- 坂元愛登

### 「こっちをみてる。」
- 文 - となりそうしち
- 絵 - 伊藤潤二
- 出版社 - 岩崎書店

出演と朗読
- 先生 - 三浦透子
- 少女 - 池村碧彩

### 「かくれんぼねこ」
- 文・絵 - つじにぬき
- 出版社 - あかね書房

出演と朗読
- 成海璃子

## season8
「ちょうつがい きいきい」「おんなのしろいあし」「おめん」を映像化。2025年3月1日放送。

### 「ちょうつがい きいきい」
- 文 - 加門七海
- 絵 - 軽部武宏
- 出版社 - 岩崎書店

出演と朗読
- 塩野瑛久

### 「おんなのしろいあし」
- 文 - 岩井志麻子
- 絵 - 寺門孝之
- 出版社 - 岩崎書店

出演と朗読
- 齋藤潤

### 「おめん」
- 文 - 夢枕獏
- 絵 - 辻川奈美
- 出版社 - 岩崎書店

出演と朗読
- 芋生悠

## 制作
- 制作 - NHKエンタープライズ
- 制作著作 - NHK、ライツ
- CG制作 - TRICKBLOCK